# Chuanhui
Chuanhui är ett stadsdistrikt och säte för stadsfullmäktige i Zhoukou i Henan-provinsen i centrala Kina.